# Vlot

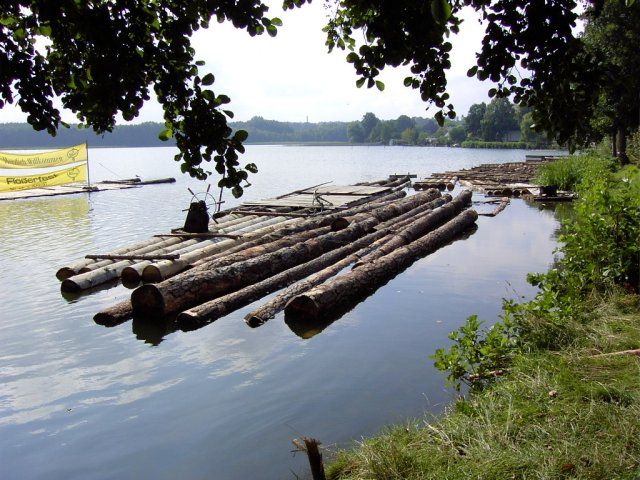
Een houtvlot

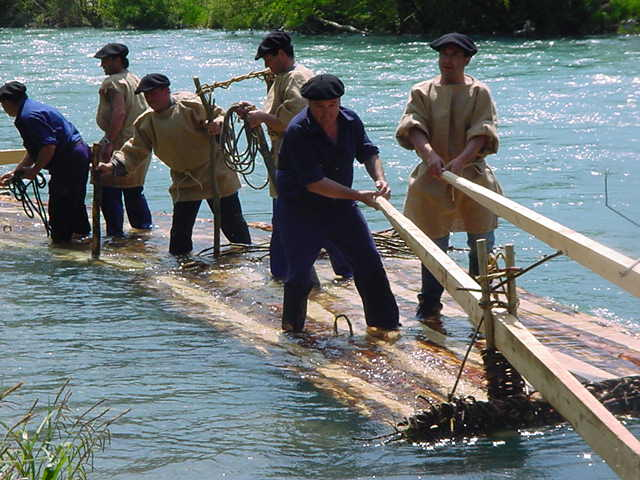
Stevelen

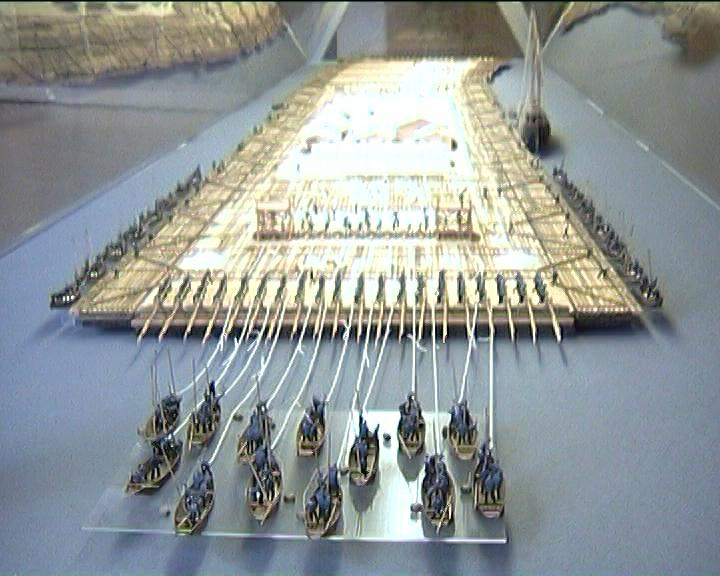
Maquette van een zogenoemd 'Hollandervlot' in het stadsmuseum van Keulen

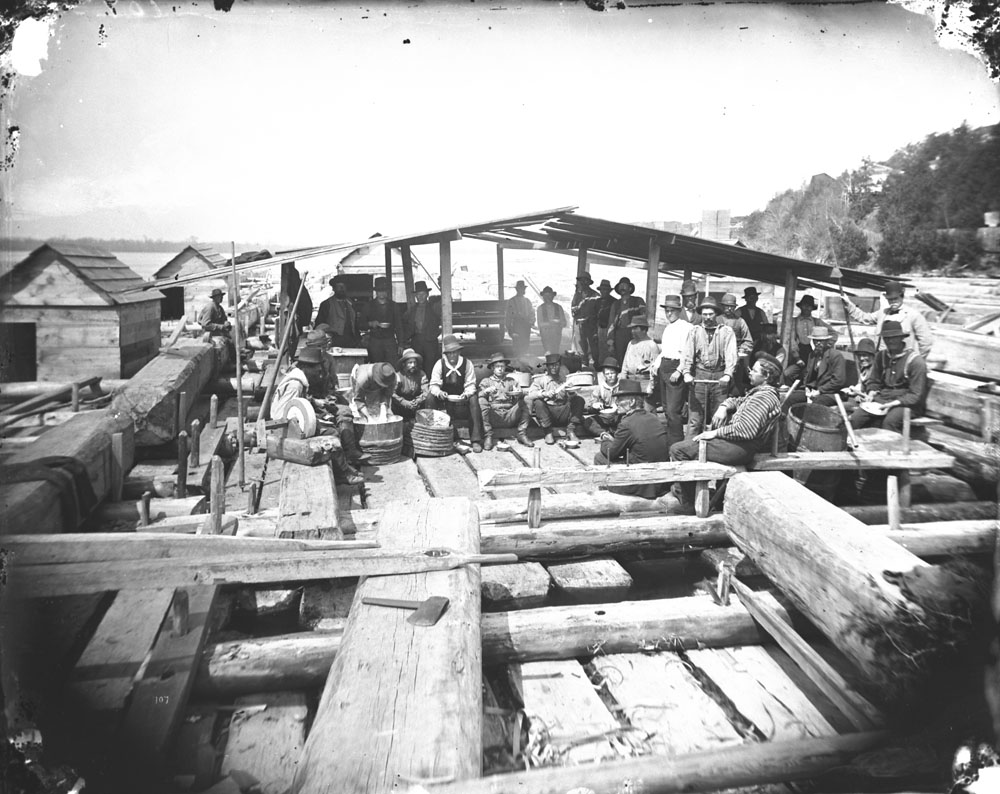
Houtvlot ca 1880

Een vlot is een op water drijvende constructie. Het is een primitief vaartuig zonder kiel of stroomlijn. De techniek waarmee wordt gevaren heet stevelen. Een andere techniek is bomen. Aandrijving in de vorm van zeil of motor ontbreekt gewoonlijk.

## Houtvervoer
Wanneer het nodig is om grote hoeveelheden boomstammen over rivieren te vervoeren wordt gebruikgemaakt van aan elkaar verbonden boomstammen. Zo'n in de vlotterij gebruikte samengebonden bundel wordt houtvlot genoemd. Soms wordt zo'n vlot gebruikt om zware voorwerpen over rivieren te vervoeren, maar meestal drijven deze vlotten 'zichzelf' (de boomstammen) naar houtzagerijen. Veelal worden de aangevoerde verse boomstammen bewaard in een balkengat tot deze voldoende zijn ingewaterd om verder verzaagd te worden. Houtvlotten worden nog steeds op veel plaatsen in de wereld gebruikt om hout van de productieplaatsen (de bossen) stroomafwaarts over de rivieren te vervoeren.
Eeuwen lang werden boomstammen vanuit het Zwarte Woud in het zuiden van Duitsland aangevoerd met houtvlotten, die dan de Rijn kwamen afdrijven. De enorme vlotten hadden soms een lengte van 600 meter en 50 meter breedte, waarbij de stammen tot twee meter hoog werden opgestapeld. De vlotten bevatten dan ook vele duizenden boomstammen. De bemanning van tot 500 personen woonde en leefde op de vlotten, die van alle 'gemakken' zoals een eigen bakkerij, slagerij, stallen en woonhutten waren voorzien. Vanzelfsprekend waren ook deze gebouwd van boomstammen. Tot de komst van de sleepboot werden deze met lange roeiriemen gestuurd, later werden zij gesleept. Het laatste houtvlot op deze wijze kwam in 1968 naar Nederland en bestond uit 2560 stammen, met een gewicht van 493 ton en had een lengte van 160 meter. Door het drukke scheepvaartverkeer, andere transportmiddelen en de komst van hout uit andere landen en werelddelen behoort dit soort transporten tot het verleden.

## Materiaal
Een vlot wordt soms met een zekere willekeur en/of fantasie opgebouwd. Vaak wordt een vlot gebouwd als (tijdelijk) speeltuig, maar het wordt ook wel gebruikt om op te wonen. Er kan gebruik worden gemaakt van materiaal dat een soortelijk gewicht kleiner dan 1 heeft, zoals de meeste houtsoorten. Ook kan men gebruikmaken van riet, van papyrusriet (Cyperus papyrus), balsa, stukken polystyreen (piepschuim), lege plastic flessen of zelfs lege olievaten. Een vlot kan ook opblaasbaar zijn, zoals een luchtbed.

## Speciale vlotten
Met zijn vlot de Kon-Tiki gemaakt van balsahout stak de Noor Thor Heyerdahl in 1947 de Grote Oceaan over.
Een viertal mannen uit Friesland stak in 1979 met een eigengemaakt vlot Sterke Yerke de Atlantische Oceaan over. Vlak voordat ze volgens planning in Curaçao aan zouden komen, werd het vlot op 14 december 1979 op een scherp koraal voor de kust van Bonaire geblazen. De oversteek was gemaakt, maar het vlot zonk naar 60 meter diepte.
Een Nederlandse vlottenbouwer was beeldend kunstenaar Robert Jasper Grootveld. Zijn "drijvende tuinen" vervaardigde hij van blokken piepschuim die met synthetisch doek werden omwikkeld, waarna er om het geheel een net werd geknoopt. Op de vlotten werd aarde gestort zodat er planten konden groeien. De eerste prototypen van deze drijvende tuinen werden in 2000 overgedragen aan stadsdeel Zeeburg.